# Kwame Karikari
Kwame Amponsah Karikari (ur. 21 stycznia 1992 w Ho) – ghański piłkarz, grający na pozycji napastnika.

## Kariera piłkarska

### Kariera klubowa
W 2009 rozpoczął karierę piłkarską w szwedzkim klubie International Allies. Latem 2011 został zaproszony do AIK Fotboll, skąd był wypożyczony do Degerfors IF, a w 2013 do tureckiego Balıkesirsporu. W 2015 przeszedł do Halmstads BK, a potem znów został wypożyczony do Balıkesirsporu. 3 marca 2016 przeniósł się do FK Haugesund. 30 czerwca 2016 został wypożyczony do kazachskiego klubu Irtysz Pawłodar. Ale już wkrótce 31 sierpnia 2016 podpisał kontrakt z ukraińskim klubem Stal Kamieńskie. Latem 2017 przeszedł do katarskiego Al-Markhiya Sports Club. 21 stycznia 2018 przeniósł się do Al-Arabi SC. 1 lipca 2018 zasilił skład Neftçi Baku. 22 stycznia 2019 został wypożyczony do Al Urooba.

### Kariera reprezentacyjna
W 2011 bronił barw młodzieżowej reprezentacji Ghany.

## Sukcesy i odznaczenia

### Sukcesy piłkarskie
AIK Fotboll
- wicemistrz Szwecji: 2011
- finalista Superpucharu Szwecji: 2012

Balıkesirspor
- wicemistrz TFF 1. Lig: 2013/14